# Zoe Caldwell
Pour les articles homonymes, voir Caldwell.
Zoe Caldwell est une actrice australienne, née le 14 septembre 1933 à Hawthorn, dans la banlieue de Melbourne, et morte le 16 février 2020 à Pound Ridge, dans l'État de New York.
Durant sa carrière au théêtre, elle remporte quatre Tony Awards. Elle est également connue pour avoir interprété la voix de la Grande Conseillère de la franchise Disney Lilo et Stitch.

## Biographie
En 1953, après ses études faites à Melbourne, elle fait ses débuts d'actrice au sein de l'Union Theatre Repertory Company de l'université de Melbourne. Puis elle emménage en Grande-Bretagne où elle se produit avec la Stratford-on-Avon Company de 1958 à 1961 et au Royal Court Theatre avant de s'installer au Canada en 1961.

## Filmographie
Sauf indication contraire, les informations mentionnées dans cette section peuvent être confirmées par la base de données cinématographiques IMDb,  présente dans la section « Liens externes ».

### Cinéma
- 1985 : La Rose pourpre du Caire (The Purple Rose of Cairo) de Woody Allen : la comtesse
- 2002 : Lilo et Stitch : la Grande Conseillère (voix)
- 2004 : La Naissance (Birth) de Jonathan Glazer : Mrs. Hill
- 2011 : Extrêmement fort et incroyablement près (Extremely Loud & Incredibly Close) de Stephen Daldry : la grand-mère d'Oskar

### Télévision
- 2003 : Lilo et Stitch, la série (série d'animation), 1 épisode : la Grande Conseillère (voix)

### Autres
- 2002 : Stitch : Expérience 626 (jeu vidéo) : la Grande Conseillère (voix)
- 2003 : Stitch ! le film (vidéo) : la Grande Conseillère (voix)
- 2004 : Stitch's Great Escape! (attraction) : la Grande Conseillère (voix)
- 2006 : Leroy et Stitch (vidéo) : la Grande Conseillère (voix)

## Théâtre
- 1965 : Les Diables (The Devils) : Sœur Jeanne des Anges (remplacement), au Broadway Theatre
- 1966 : Slapstick Tragedy : Polly, au Longacre Theater - Tony Award
- 1968 : The Prime of Miss Jean Brodie : Jean Brodie, au Helen Hayes Theater - Tony Award
- 1972 : The Creation of the World and Other Business : Eve, au Shubert Theatre
- 1974 : Dance of Death : Alice Vivian, au Beaumont Theater
- 1977 : An Almost Perfect Person (mise en scène), au Belasco Theatre
- 1985 : Médée : Médée, au Cort Theater - Tony Award
- 1986 : Lillian : Lillian Ethel, au Barrymore Theater
- 1988 : Macbeth (mise en scène), au Mark Hellinger Theatre
- 1991 : Park Your Car In Harvard Yard (mise en scène), au Music Box Theater
- 1995-1996 : Master Class de Terrence McNally : Maria Callas, au John Golden Theater - Tony Award
- 2003 : La Visite de la vieille dame (The Visit) : Claire Zachanassian, au Melbourne Theatre Company
- 2003 : The Play What I Wrote : Mystery Guest Star (remplacement), au Lyceum Theater

## Distinctions
- Officier de l'ordre de l'Empire britannique
- Tony Award de la meilleure actrice dans un second rôle dans une pièce (1966)
- Theatre World Award (1966)
- Tony Award de la meilleure actrice dans une pièce (1968, 1982 et 1996)